# Fiyi en los Juegos Olímpicos de Barcelona 1992
Fiyi estuvo representado en los Juegos Olímpicos de Barcelona 1992 por un total de 18 deportistas, 14 hombres y 4 mujeres, que compitieron en 4 deportes.
El equipo olímpico fiyiano no obtuvo ninguna medalla en estos Juegos.